# Carlo Pratichetti
Carlo Pratichetti (Roma, 20 settembre 1963) è un ex rugbista a 15 e allenatore di rugby a 15 italiano, fu tallonatore della Rugby Roma Campione d'Italia 1999-2000 e in seguito allenatore di varie squadre della Capitale e non, nonché tecnico federale.

## Biografia
Ha trascorso tutta la carriera agonistica nella Capitale, dove debuttò nel 1983 nel Rugby Roma, club con cui rimase fino al 1993.
Quell'anno si trasferì al CUS Roma, dove fu per la prima volta allenatore-giocatore.
Continuò a ricoprire tale doppio ruolo alla S.S. Lazio, con cui rimase le tre stagioni successive, l'ultima delle quali fu anche allenatore dell'Italia Under-16.
Nel 1997 tornò al Rugby Roma, stavolta solo come giocatore, con cui vinse la Coppa Italia nel 1998 e lo scudetto nel 1999-2000, il quinto per il club a 51 anni di distanza dal precedente.
Al termine di quella vittoriosa stagione Pratichetti chiuse la carriera agonistica.
Vanta due presenze in Nazionale tra il 1988 e il 1990, entrambe in Coppa FIRA, contro Romania e Polonia.
Dopo il ritiro ha allenato la Capitolina di Roma per cinque stagioni, portandola dalla serie C1 all'A1; ha successivamente guidato la prima squadra della Lazio dal 2005 al 2007, curandone la sezione giovanile Under-17 nel 2007-08.
Nel 2008 tornò al Rugby Roma, richiesto dall'allenatore Stefano Bordon come assistente e tecnico degli avanti ma, dopo l'improvviso esonero di Bordon nel gennaio 2009, Pratichetti ebbe l'incarico di guidare la squadra fino a fine campionato, confermato per la stagione seguente.
Dopo due stagioni nei ranghi federali passati ad allenare la Nazionale Under-19 e alla consulenza tecnica del comitato regionale laziale della F.I.R., Pratichetti guidò nella stagione 2012-2013 l'Avezzano in serie A2. La stagione seguente tornò nella massima serie come allenatore dei Cavalieri Prato.
Possiede e gestisce a Roma un negozio di memorabilia sul rugby, chiamato On Scrum.
È lo zio dei fratelli Andrea e Matteo Pratichetti, entrambi internazionali per l'Italia e militanti in Pro12 rispettivamente con il Benetton e le Zebre.

## Palmarès
- Campionati italiani: 1
Rugby Roma: 1999-2000
- Coppe Italia: 1
Rugby Roma: 1997-98